# Vandrende sjæle
Vandrende sjæle (på engelsk; The Host) er en bog skrevet af den succesrige forfatter bag Tusmørkeserie, Stephenie Meyer. Romanen introducerer en udenjordisk race, kaldet Sjæle, der overtager Jorden og dens indbyggere. Bogen beskriver en sjæls knibe, da sindet af hendes menneskelige vært nægter at overdrage hendes krop til sjælen. Vandrende sjæle på engelsk, blev udgivet den 6. maj 2008  med en indledende oplag på 750.000 eksemplarer.  En international udgave af romanen blev udgivet den 2. april 2008 i Storbritannien, Irland, Indonesien, Filippinerne, Australien og Hong Kong. 

## Plot
Bogen handler om en sjæl, der vågner op i den jordiske pige Melanies krop. Disse sjæle har erobret flere forskellige planeter og bosat sig i flere forskellige arter på disse planeter. Vandrer (sjælen i Melanies krop) skal undervise andre af Vandrers slags om, hvordan livet er på andre planeter, da Vandrer selv har rejst meget og levet på mange forskellige planeter. Underligt nok kan Vandrer stadig høre Melanies tanker og huske hendes erindringer. Dette får Vandrer til at sætte spørgsmålstegn ved den måde, de infiltrerer planeter og udrydder menneskers og andre arters tanker og levemåde.

## Hovedpersoner

### Vandrer "Wanda"
Vandrer er hovedpersonen, en Sjæl der er indsat i Melanie Stryders krop. Hun fik sit navn på grund af antallet af planeter, hun har boet på; hun har aldrig været på én hun virkelig kunne lide. Hun får senere tilnavnet "Wanda" af Mels onkel Jeb. I første omgang er hun kun interesseret i at nyde sit nye liv, men Melanies kærlighed til sin bror og kæreste overvælder Wanda, og hun opgiver sin egen slags for at søge dem ude i ørkenen. Hun begynder langsomt at udvikle sympati for mennesker og erkender til sidst, at de har ret til deres eget liv og forsøger at ofre sig selv for at Melanie kan få sit liv tilbage. Som alle Sjæle, er hun naturligvis altruistisk, forfærdet over volden, og har svært ved at lyve troværdigt (over for mennesker).

### Melanie Stryder
Melanie er en menneskelig rebel, der blev taget til fange og implanteret med en sjæl efter mange år med at gemme sig sig fra de Søgende. Melanies bevidsthed overlever og modstår Vandrerens kontrol, så godt hun kan. Hun kan lide følelsen af at være fysisk stærk og skælder Vandrer ud for at forsømme hende på den måde. Hun har temperament og er ofte hurtig til at bruge trusler om vold, til Wandas mishag. Melanie er lidenskabeligt forelsket i Jared og deler et stærkt bånd med sin bror, Jamie, som hun er indædt beskyttende over for. Trods indledende vrede over at Vandrer stjæler hendes liv, vender deres fælles kærlighed til Jamie og Jared dem til uvillige allierede. Deres forhold vokser til det punkt, hvor Melanie grådkvalt beder Wanda om ikke at give hende sin krop tilbage.